# Braquages
Pour plus de détails, voir Fiche technique et Distribution.
Braquages  ou Le Vol au Québec (Heist) est un film américano-canadien réalisé par David Mamet et sorti en 2001.

## Synopsis
Joe Moore est voleur professionnel spécialisé en joaillerie qui travaille avec sa femme Fran ainsi qu'avec Bobby Blane et Donnie "Pinky" Pincus. Après un cambriolage à New York, il se fait repérer par des caméras de surveillance. Joe souhaite prendre sa retraite et se retirer sur un voilier avec Fran. C'est alors que son receleur, Mickey Bergman, le fait chanter et lui impose de réaliser encore un ultime gros coup. Mickey veut braquer un avion transportant une grosse cargaison d'or. Bergman insiste en outre pour que son neveu, Jimmy Silk, fasse partie de l'équipe. Joe accepte mais tout se complique notamment avec l'intérêt que Jimmy porte à Fran ainsi que la conviction de Bergman et Jimmy que Joe est vieillissant.

## Fiche technique
Sauf indication contraire, les informations mentionnées dans cette section peuvent être confirmées par la base de données cinématographiques IMDb,  présente dans la section « Liens externes ».
- Titre original : Heist
- Titre français : Braquages
- Titre québécois : Le Vol
- Réalisation et scénario : David Mamet
- Photographie : Robert Elswit
- Montage : Barbara Tulliver
- Musique : Theodore Shapiro
- Costumes : Renée April
- Producteurs : Art Linson, Elie Samaha et Andrew Stevens
- Sociétés de productions : Morgan Creek Productions, Franchise Pictures, Art Linson Productions, Epsilon Motion Pictures, Heightened Productions Inc., Linson Entertainment et Stolen Film Productions ; en association avec Indelible Pictures
- Société de distribution : Warner Bros. (États-Unis, Canada et France)
- Langue originale : anglais
- Pays de production :  États-Unis,  Canada
- Genre : Film dramatique, Film d'action, thriller, Film de casse
- Budget : 39 000 000 $
- Durée : 109 minutes
- Dates de sortie[1] :
  - Canada : 10 septembre 2001 (festival de Toronto - présentation spéciale)
  - États-Unis : 9 novembre 2001
  - France, Belgique : 23 janvier 2002
  - Suisse romande : 27 février 2002
- Classification[2] :
  - États-Unis : R
  - France : tous publics

## Distribution
- Gene Hackman (VF : Jacques Richard et VQ : Jean-Marie Moncelet) : Joe Moore
- Danny DeVito (VF : Enrique Carballido et VQ : Luis de Cespedes) : Mickey Bergman
- Delroy Lindo (VF : Saïd Amadis et VQ : Yves Corbeil) : Bobby « Bob » Blane
- Sam Rockwell (VF : Éric Elmosnino et VQ : Gilbert Lachance) : Jimmy Silk
- Rebecca Pidgeon (VF : Julie Dumas et VQ : Manon Arsenault) : Fran Moore
- Ricky Jay (VF : Hervé Pierre et VQ : Éric Gaudry) : Don « Pinky » Pincus
- Patti Lupone (VF : Chantal Trichet) : Betti Croft
- Mark Camacho : le garde de la bijouterie
- Elyzabeth Walling : une vendeuse de la bijouterie
- Tony Calabretta : le cafetier
- Richard Robitaille : un officier
- Marlyne Barrett : une femme
- Karen Cliche : Alex
- Jim Frangione (VF : Jacques Bouanich) : D. A. Freccia
- Andreas Apergis (VF : Philippe Vincent) : le policier
- Mike Tsar (VF : Gérard Darier) : l'homme au café
- Pierre LeBlanc (VF : Lionel Tua) : le contrôleur aérien

Sources : version française (VF) sur Voxofilm version québécoise (VQ) sur Doublage Québec

## Autour du film
- Le tournage a lieu principalement au Québec (Montréal, Montréal-Est, Pointe-Claire, Sainte-Anne-de-Bellevue, Notre-Dame-de-l'Île-Perrot, Mirabel) ainsi que dans le New Hampshire aux États-Unis [5].

## Accueil
- Box-office : 25 510 625 $[réf. nécessaire]